# Nikolaus von Zerssen
Nikolaus von Zerssen (* 1539; † 22. Januar 1600) war ein römisch-katholischer Geistlicher und Domherr in verschiedenen Bistümern.

## Leben
Nikolaus von Zerssen wurde als dritter Sohn des Levin von Zerssen, Erbherr auf Eisbergen und Oldendorf († 1541, ermordet) und dessen Gemahlin Anna von Werpup († 1586) im Jahre 1539 geboren. Seine Brüder waren Jobst III. (* 1537, † 1558), Simon (* 1538, † 1563) und Levin II. (* 1541, † 1600). Heinrich Julius von Zerssen war sein Neffe.
Nach einem Studium in Marburg wurde Nikolaus Domherr in Minden und erhielt am 1. Februar 1582 die münstersche Dompräbende, auf die der Domherr Rudolf von Münster zu seinen Gunsten verzichtet hatte. Nikolaus war auch seit 1553 Domherr in Hildesheim und hatte dort die Weihe zum Subdiakon empfangen. Er starb am 22. Januar 1600 im Alter von 60 Jahren.